# Adam Weiß
Adam Weiß (* um 1490 in Crailsheim; † 25. September 1534 ebenda) war evangelischer Theologe und Reformator.

## Leben
Als Sohn des dortigen Bürgermeisters erhielt Weiß eine gründliche Ausbildung und wurde auf der Universität Mainz theologisch geschult. Dort hielt er Vorlesungen über die Sentenzen des Petrus Lombardus. Befreundet war er mit Kaspar Hedio. 1521 verließ er die Universität, als ihm die Markgrafen Georg und Kasimir von Brandenburg die Pfarrstelle in seiner Vaterstadt antrugen. Hier begann er im Sinne der Reformation zu predigen und führte eine neue Gottesdienstordnung ein. 
Zusammen mit Johann Rurer bestimmte er den Ansbacher Landtag durch seinen evangelischen Ratschlag. Als aufrechter Mann wusste er selbst mit seinem Landesherrn deutlich zu reden, der deshalb Vertrauen zu ihm besaß und ihn mit weiteren Aufträgen bedachte. Als Markgraf Kasimir im Felde war und die Statthalterschaft die Wiederherstellung der alten Verhältnisse anstrebte, blieb er trotzdem unangefochten, während andere verheiratete Priester vertrieben wurden.
Nach dem Regierungsantritt des Markgrafen Georg entwarf er gemeinsam mit Andreas Althamer eine Instruktion für die Kirchenvisitation. Eine weitere Visitationsgrundlage arbeitete er mit den Nürnberger Pfarrern Andreas Osiander und Dominicus Schleupner aus, die in 23 Artikeln bestand. Nach diesem Formular wurde 1528 die Visitation gehalten. Fortan wirkte Weiß als Superintendent, begleitete den Markgrafen 1529 auf den Reichstag nach Speyer und im nächsten Jahr 1530 nach Augsburg, wo er neben den anderen markgräflichen Theologen Johann Rurer und Johannes Brenz predigte. 
Mit Brenz war er seit 1523 befreundet und förderte mit ihm die Reformationsbewegung in der Umgegend, besonders auch im Württembergischen. Auch mit zahlreichen anderen Reformatoren, wie Theobald Billicanus und Kaspar Löner, verband ihn Freundschaft. Anfangs Ulrich Zwingli zugetan, trat er seit dem Abendmahlstreit gleich Brenz ganz auf Martin Luthers Seite. 
Bei aller Entschiedenheit und festem Auftreten wusste er unnötige Streitigkeiten zu vermeiden. Deshalb erfreute er sich in seiner Heimat großer Achtung, aber auch Luther schätzte ihn als gründlichen Theologen und guten Kirchenorganisator. Schon auf dem Reichstag zu Augsburg war er leidend gewesen; ein hohes Alter zu erreichen, war ihm nicht beschieden.